# Tony Martin (cyklista)
Tony Martin (* 23. dubna 1985, Chotěbuz, NDR), přezdívaný Panzerwagen, je bývalý německý profesionální cyklista, čtyřnásobný mistr světa v časovce jednotlivců a celkově osminásobný mistr světa. Ve své kariéře také dokázal zvítězit v pěti etapách Tour de France a dvou na Vueltě. Je také stříbrným medailistou z Londýna 2012. Svoji kariéru zakončil stylově. Jeho posledním profesionálním závodem byla totiž smíšená štafeta družstev na MS 2011, kterou spolu s týmem dokázal zvítězit.

## Výsledky
- Mistrovství světa v silniční cyklistice mužů - časovka jednotlivců:  2011,  2012,  2013,2016,  2014,  2009,  2010
- Mistrovství světa v silniční cyklistice mužů - časovka družstev:  2012,  2013,2016
- Letní olympijské hry 2012:
- Vítěz etapového závodu Rás Tailteann 2007
- Vítěz jednorázového závodu Hel van het Mergelland 2008
- Vítěz Eneco Tour 2010
- Vítěz závodu Okolo Pekingu 2011 a 2012
- Vítěz závodu Paříž–Nice 2011
- Vítěz závodu Volta ao Algarve 2011 a 2013
- Chrono des Nations 2011 a 2012
- Vítěz Okolo Belgie 2012, 2013 a 2014